# چشمه روغنی
چشمه روغنی نام روستایی است که در ۲۰ کیلومتری شهرستان باغ‌ملک در استان خوزستان قرار دارد. وجود چشمه‌های زلال آب شیرین، دلیل نامگذاری این روستا است که در گذشته منبع آبی مورد استفادهٔ روستاهای اطراف نیز بود.
این روستا هم‌اکنون ۱۰۰ نفر سکنه دارد و شغل بیش تر اهالی، کشاورزی و دام پروری است. کوه مشهور آسماری در جوار این روستا قرار دارد.